# Coppa Ciano 1935
Coppa Ciano 1935 je bila neprvenstvena dirka za Veliko nagrado v sezoni 1935. Odvijala se je 4. avgusta 1935 v Monteneru.

## Poročilo

### Pred dirko
Deveta dirka Coppa Ciano, ki je potekala na isti dan kot Grand Prix du Comminges, se je še zadnjič odvijala na zaviti, nevarni in nepriljubeni stezi Montenero, na kateri je v prejšnjih letih blestel Tazio Nuvolari, na lanski dirki pa je moral prestol prepustiti Achillu Varziju. 

### Dirka
Nuvolari je že na štartu prevzel vodstvo in ponovno na tem dirkališču dirkal v svojem razredu, sledila sta mu Antonio Brivio in Eugenio Siena. Nuvolari je vodil od štarta do cilja, postavil najhitrejši krog dirke in zmagal s skoraj dvominutno prednostjo, Brivio, Carlo Felice Trossi in René Dreyfus pa so poskrbeli za kar štirikratno zmago Ferrarija. Tudi peti dirkač, Constantino Magistri, je dirkal z dirkalnikom Alfa Romeo - Monza, tako da je bil prvi dirkač z dirkalnikom drugega konstruktorja šele Albert Chambost na šestem mesti v Maseratiju 8CM.

## Rezultati

### Dirka
| Poz | Št | Dirkač               | Moštvo                 | Dirkalnik        | Krogi | Čas/Odstop | Št. m. |
| --- | -- | -------------------- | ---------------------- | ---------------- | ----- | ---------- | ------ |
| 1   | 22 | Tazio Nuvolari       | Scuderia Ferrari       | Alfa Romeo P3    | 12    | 2:42:08,8  | 10     |
| 2   | 10 | Antonio Brivio       | Scuderia Ferrari       | Alfa Romeo P3    | 12    | + 1:57,2   | 4      |
| 3   | 32 | Carlo Felice Trossi  | Scuderia Ferrari       | Alfa Romeo P3    | 12    | + 6:14,4   | 14     |
| 4   | 28 | René Dreyfus         | Scuderia Ferrari       | Alfa Romeo P3    | 12    | + 6:59,6   | 12     |
| 5   | 2  | Constantino Magistri | Privatnik              | Alfa Romeo Monza | 12    | + 17:54,2  | 1      |
| 6   | 16 | Albert Chambost      | Ecurie Giroud          | Maserati 8CM     | 12    | + 26:27,2  | 7      |
| 7   | 14 | Giovanni Minozzi     | Privatnik              | Alfa Romeo Monza | 12    | + 34:20,2  | 6      |
| 8   | 8  | Letterio Cucinotta   | Privatnik              | Maserati 26M     | 12    | + 37:16,8  | 3      |
| 9   | 18 | Luigi Soffietti      | Privatnik              | Maserati 8CM     | 12    | + 39:38,2  | 8      |
| Ods | 34 | Eugenio Siena        | Scuderia Subalpina     | Maserati 6C-34   | 9     | Trčenje    | 15     |
| Ods | 24 | Luigi Pages          | Privatnik              | Alfa Romeo Monza | 9     |            | 11     |
| Ods | 6  | Gino Cornaggia       | Privatnik              | Alfa Romeo Monza | 7     | Vzmetenje  | 2      |
| Ods | 30 | Ferdinando Barbieri  | Scuderia Villapadierna | Maserati 8CM     | 5     | Motor      | 13     |
| Ods | 12 | Hans Rüesch          | Privatnik              | Maserati 8CM     | 5     | Menjalnik  | 5      |
| Ods | 36 | Pio Crestina         | Privatnik              | Bugatti T51      | 3     | Trčenje    | 16     |
| Ods | 20 | Rene Brooke          | Privatnik              | Bugatti T51      | 1     |            | 9      |
| DNA | 4  | Maurice Mablot       | Privatnik              | Bugatti T51      |       |            |        |
| DNA | 26 | Fernando Righetti    | Scuderia Subalpina     | Maserati 26M     |       |            |        |